# Sojusz Nowego Kosowa
Sojusz Nowego Kosowa alb. Aleanca Kosova e Re, AKR – kosowska centroprawicowa partia polityczna Albańczyków.
Partia powstała 17 marca 2006 roku. Jej przywódcą jest Behgjet Pacolli, biznesmen i właściciel firmy Mabetex. Debiutem wyborczym partii były wybory lokalne w roku 2007, które przyniosły jej 8% poparcia i uczyniły czwartą siłą polityczną w Kosowie. W wyborach do parlamentu Kosowa, które odbyły się 17 listopada 2007 roku AKR powiększyła swój stan posiadania, zdobywając 12,3% głosów (trzecie miejsce wśród partii startujących w wyborach). Dysponująca 13 mandatami AKR stała się najsilniejszą partią opozycyjną w parlamencie. Znaczenie polityczne partii spadło po wyborach z 2010 roku, kiedy zdobyła 8 mandatów w parlamencie, co dało jej piąte miejsce pod względem liczby mandatów.
AKR wspiera ideę podziału ekonomicznego Kosowa, co ma pozwolić Serbom, mieszkającym w północnej części państwa uzyskanie pełnej niezależności ekonomicznej od władz w Prisztinie.
Przywódca partii, Behgjet Pacolli, został wybrany 22 lutego 2011 roku prezydentem Kosowa, ale po ogłoszeniu niekonstytucyjności wyboru podał się do dymisji.

## Władze partii
- prezes – Behgjet Pacolli
- wiceprezes – Mimoza Kusari-Lila
- sekretarz generalny – Avdi Smajlaj
- sekretarz ds. współpracy międzynarodowej – Gëzim Mehmeti